# 地区安全复合体与国际安全结构
《地区安全复合体与国际安全结构》是英国学者巴里·布赞与丹麦学者奥利·维夫合作创作的一本著作，2003年出版，介绍了國際關係理論中的“哥本哈根学派”。